# Claudia Erdheim

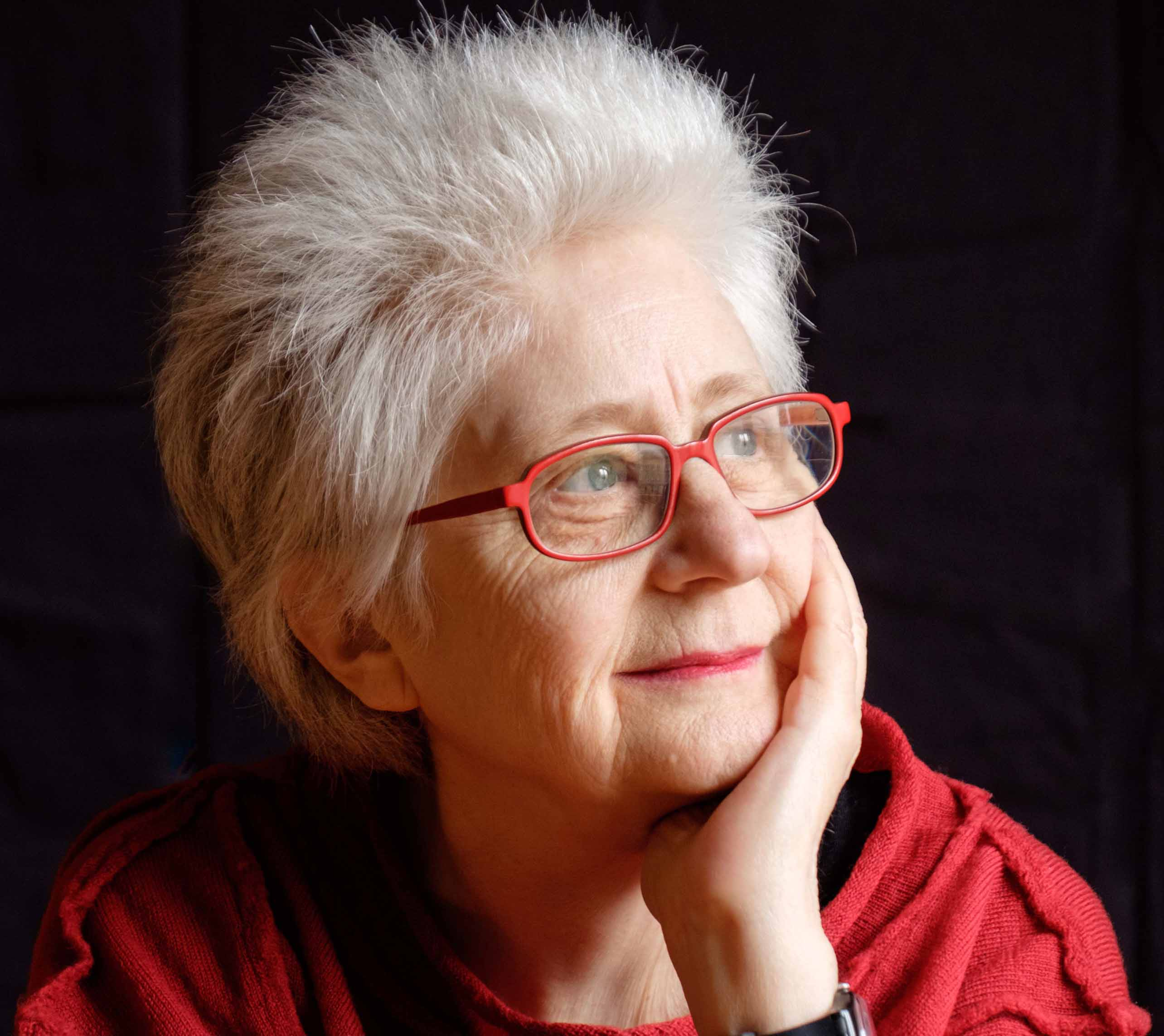
Claudia Erdheim, Warschau 2016

Claudia Erdheim (* 6. Oktober 1945 in Wien) ist eine österreichische Schriftstellerin.

## Leben
Claudia Erdheim ist die Tochter der Psychoanalytikerin Tea Genner-Erdheim und des Politikers Laurenz Genner. Sie absolvierte ein Philosophiestudium an den Universitäten in Wien, München und Kiel und promovierte 1985 über ein Thema aus der Typenlogik zum Doktor der Philosophie. Nach Lehraufträgen an den Universitäten Kiel und Hamburg war sie von 1984 bis 2005 als Universitätslektorin für Logik am Institut für Philosophie in Wien tätig, wo sie als freie Schriftstellerin lebt.
Claudia Erdheim ist Mitglied der IG Autorinnen Autoren, der ihr angeschlossenen Grazer Autorinnen Autorenversammlung und des Literaturkreises Podium.

## Werk
Claudia Erdheim ist vor allem als Verfasserin von Erzähltexten bekannt; sie schrieb ferner Hörspiele und Theaterstücke. In ihren Romanen thematisiert sie zunächst das problematische Verhältnis zu ihrer Mutter sowie persönliche Therapieerfahrungen. Spätere Werke schildern Ausschnitte der österreichischen Gegenwartsgesellschaft. Die meisten Werke Erdheims können als Schlüsselliteratur angesehen werden und zeichnen sich durch einen teils nüchtern beschreibenden, teils aber auch von Ironie durchsetzten Stil aus. Erdheim beteiligt sich regelmäßig an Projekten zu galizischen Juden und hat zu diesem Thema einige Essays veröffentlicht.

## Auszeichnungen
Das Bundesministerium für Unterricht, Kunst und Sport verlieh ihr als ihre erste Auszeichnung 1984 seinen Preis. Es folgten weitere Preise, darunter 1987 der Förderpreis der Stadt Wien, und 1998 der Förderpreis des Theodor-Körner-Preises. Zudem erhielt Claudia Erdheim seit 1993 zahlreiche Stipendien.
- 2019: Theodor-Kramer-Preis[1]

## Werke
- Bist du wahnsinnig geworden? Wien 1984
  - Russische Übers.: Ты что, с ума сошла? Moskau 1999
- Herzbrüche. Wien 1985
  - Russische Übers.: Изломы Сердца. Lwiw 2003
- Ohnedies höchstens die Hälfte. Wien 1987
- Die Realitätenbesitzerin. Wien 1993
- Karlis Ferien. Wien 1994
- Männer bitte klingeln. Wien 1995
- So eine schöne Liebe. Wien 1995
- Virve. Wien 1998
- Eindrücke. Wien 1999
- Früher war alles besser. Wien 2000
- Lemberg - Lwów - Lviv 1880–1919. Album. Wien 2003
- Längst nicht mehr koscher. Die Geschichte einer Familie. Roman. Czernin Verlag, Wien 2006 ISBN 3-707602-087
  - Polnische Übers.: Już od dawna niekoszernie. Historia pewnej rodziny, IKRiBL Verlag, 2015 ISBN 9788364884764
- Das Stetl. Galizien und Bukowina 1890–1918. Album Verlag, Wien 2008
- Zwölf Frauen und ein Mann. Reisegeschichten. Löcker Verlag, 2010 ISBN 978-3-85409-562-0
- Betty, Ida und die Gräfin. Die Geschichte einer Freundschaft. Czernin, 2013 ISBN 978-3-7076-0464-1
- In der Judenstadt. Czernin, 2015 ISBN 978-3-7076-0547-1
- mit Ruth Steindling: Vilma Steindling. Eine jüdische Kommunistin im Widerstand. Amalthea, 2017 ISBN 978-3-99050-067-5
- Bist du wahnsinnig geworden?  (Neuauflage 2018, Czernin Verlag) ISBN 9783707606263
- Ein böses Spiel. Erzählung. Verlag Königshausen & Neumann, Würzburg, 2020, ISBN 978-3-8260-7035-8